# Serica duplex
Serica duplex är en skalbaggsart som beskrevs av Sharp 1876. Serica duplex ingår i släktet Serica och familjen Melolonthidae. Inga underarter finns listade i Catalogue of Life.